# Wabatongushi Lake
Wabatongushi Lake är en sjö i Kanada.   Den ligger i distriktet Algoma och provinsen Ontario, i den sydöstra delen av landet, 700 km nordväst om huvudstaden Ottawa. Wabatongushi Lake ligger 351 meter över havet.
I omgivningarna runt Wabatongushi Lake växer i huvudsak blandskog. Trakten runt Wabatongushi Lake är nära nog obefolkad, med mindre än två invånare per kvadratkilometer.